# Unguitartessus cairnsensis
Unguitartessus cairnsensis är en insektsart som beskrevs av Evans 1981. Unguitartessus cairnsensis ingår i släktet Unguitartessus och familjen dvärgstritar. Inga underarter finns listade i Catalogue of Life.